# Leptotes telicanus
Leptotes telicanus är en fjärilsart som beskrevs av Lang 1789. Leptotes telicanus ingår i släktet Leptotes och familjen juvelvingar. Inga underarter finns listade i Catalogue of Life.